# 列拉蒙
列拉蒙（法語：Liéramont，法語發音：[ljeʁamɔ̃]）是法国上法蘭西大區索姆省的一个市镇，属于佩罗讷区。

## 地理
列拉蒙（49°59'38"N, 3°2'58"E）面积7.29 平方千米，位于法国上法蘭西大區索姆省，该省份为法国北部沿海省份，北起加来海峡省和北部省，西接滨海塞纳省和大西洋英吉利海峡，南至瓦兹省，东临埃纳省。
与列拉蒙接壤的市镇（或旧市镇、城区）包括：下艾兹库尔、居扬库尔索库尔、厄迪库尔、隆加韦讷、尼尔吕、索雷尔、唐普勒拉福斯。
列拉蒙的时区为UTC+01:00、UTC+02:00（夏令时）。

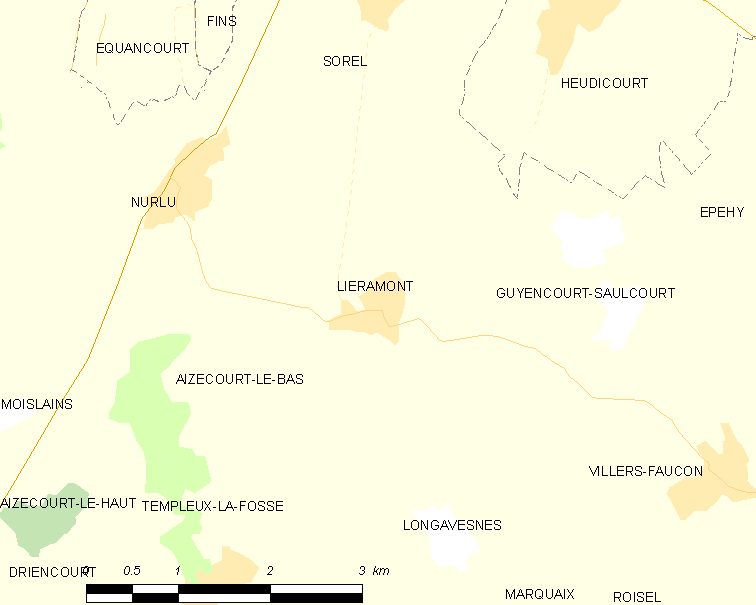
列拉蒙的OSM定位图

## 行政
列拉蒙的邮政编码为80240，INSEE市镇编码为80475。

## 政治
列拉蒙所属的省级选区为佩罗讷县。

## 人口

1962-2008年间列拉蒙人口变化图示

列拉蒙于2022年1月1日时的人口数量为212人。